# Olusegun Obasanjo
Oluṣẹgun Mathew Okikiọla Arẹmu Ọbasanjọ (Abeokuta, 5 de marzo de 1937) es un político y militar nigeriano, presidente de Nigeria en dos ocasiones. Cristiano renacido de etnia yoruba, Obasanjo fue soldado profesional antes de dedicarse a la política. 
Ha sido jefe de Estado en dos ocasiones, la primera como presidente del Gobierno Militar entre el 13 de febrero de 1976 y el 1 de octubre de 1979, y la segunda, como presidente Constitucional de Nigeria, elegido democráticamente para los períodos (1999-2003 y 2003-2007).
En agosto de 2021, la Unión Africana nombró a Olusegun Obasanjo Alto Representante para la Paz en el Cuerno de África.

## Primera etapa de gobierno
Obasanjo nació en Abeokuta, en el estado nigeriano de Ogun, y se enroló en el ejército a la edad de dieciocho años. Recibió su formación militar en Aldershot, de donde se graduó como oficial del Ejército nigeriano. Si bien no participó de manera directa en el golpe de Estado del 29 de julio de 1975, dirigido por Murtala Ramat Mohammed, fue nombrado vicepresidente del Gobierno encabezado por este. 
Tras el asesinato del general Murtala Ramat Mohammed en un intento de golpe de Estado el 13 de febrero de 1976, Obasanjo le sustituyó como jefe de Estado. Mantuvo el cargo hasta el 1 de octubre de 1979, cuando cedió el poder a Shehu Shagari, presidente civil elegido democráticamente, lo cual hizo de Obasanjo el primer jefe de Estado en la historia de Nigeria que abandonó el poder por voluntad propia. 
A finales de 1983, sin embargo, el ejército tomó el poder de nuevo. Obasanjo, ya retirado, no participó en el golpe de Estado, y parece ser que lo criticó.
Durante el gobierno militar de Sani Abacha entre 1993 y 1998, Obasanjo criticó las violaciones de derechos humanos del régimen, y fue encarcelado. No sería liberado hasta la muerte repentina de Abacha el 8 de junio de 1998. 
Precisamente tras su salida de la cárcel, Obasanjo declaró haberse convertido en cristiano renacido. Según algunos analistas, este habría sido el factor crucial que asentó su popularidad en los Estados sureños de Nigeria, en los que el cristianismo es la religión mayoritaria.
En las elecciones de 1999, las primeras democráticas en dieciséis años, decidió presentarse a la presidencia como candidato del Partido Democrático Popular. Obasanjo fue vencedor con un 62,6 por ciento de los votos, con una abrumadora mayoría en el sureste cristiano y en el norte musulmán, pero perdiendo de manera significativa en su región natal del suroeste frente al también yoruba y cristiano Olu Falae, el otro candidato. Los pobres resultados en su región de origen se han interpretado como un castigo por su etapa previa en el gobierno, cuando cedió el poder a un gobierno civil en el que predominaban los nigerianos del norte, lo cual habría causado resentimiento contra su figura entre la población yoruba.

## Segunda etapa de gobierno

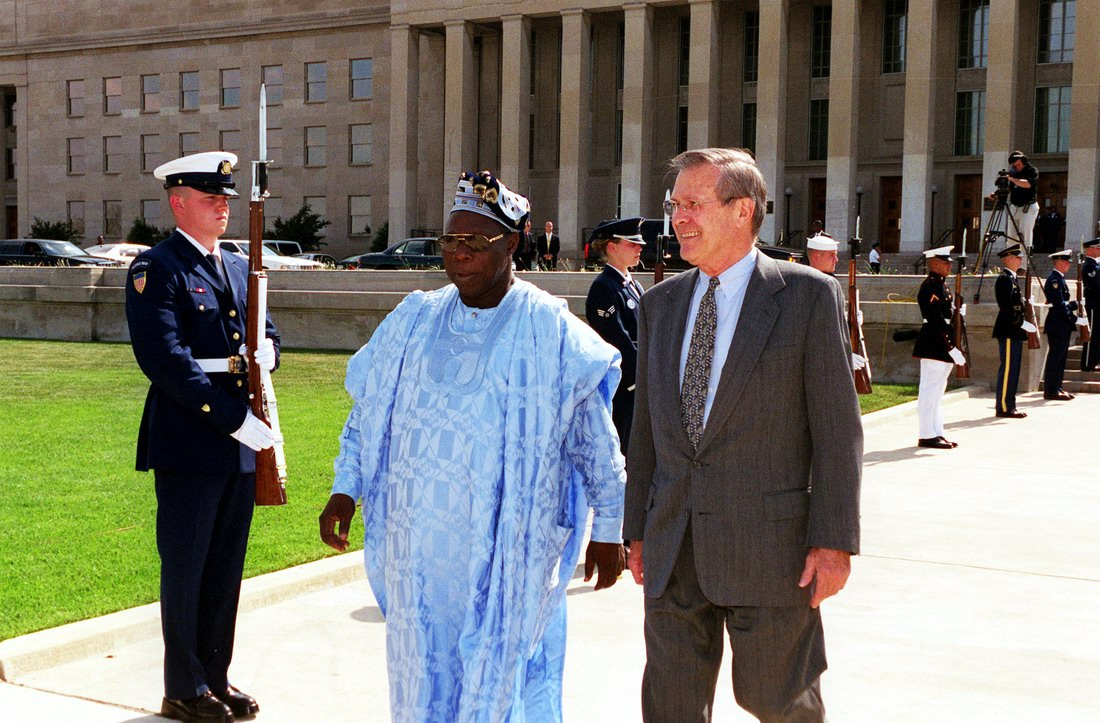
Olusegun Obasanjo con Donald Rumsfeld, secretario de estado de los Estados Unidos.

Obasanjo fue reelegido en 2003 en unas disputadas elecciones con connotaciones étnicas y religiosas, en las que su principal oponente fue Muhammadu Buhari, musulmán del norte que había formado parte también de gobiernos militares en el pasado. Obasanjo obtuvo el 61,8 por ciento de los sufragios, aventajando a  Buhari por más de once millones de votos. Buhari y otros candidatos derrotados, entre ellos Chukwuemeka Odumegwu Ojukwu, líder del secesionismo biafreño de los años 1960, elevaron la acusación de fraude electoral, aunque los observadores internacionales de la Mancomunidad Británica de Naciones no vieron irregularidades que pudieran poner en duda la victoria de Obasanjo. El resultado electoral, sin embargo, acentuó la polarización geográfica y religiosa de la política nigeriana. Obasanjo venció con comodidad en el sur cristiano del país, incluida la zona yoruba que le había dado la espalda en 1999, pero obtuvo muchos menos votos en el norte. Algunos analista han visto en este resultado una tendencia peligrosa para la unidad y la armonía religiosa en un país con profundas divisiones étnicas y religiosas, aunque otros piensan que los resultados fueron normales dado que, a diferencia de las elecciones de 1999, el otro candidato principal era musulmán del norte.
Sus acciones contra la corrupción y a favor de las reformas económicas le han dado un considerable prestigio internacional como hombre de estado africano. Obasanjo se ha expresado públicamente en favor de la condonación de la deuda externa de los países en vías de desarrollo, del libre comercio y de las reformas económicas y democráticas. Como presidente de la Unión Africana expresó el rechazo de la organización a tres golpes de estado en el continente. En mayo de 2007 fue sucedido en la jefatura del Estado por Umaru Yar'Adua.
Aunque Obasanjo ha tenido diversas mujeres y numerosos hijos con muchas de ellas, oficialmente estaba casado con una sola mujer, la primera dama de Nigeria Stella Obasanjo, fallecida en Marbella, España, el 23 de octubre de 2005. Esto es lo habitual entre los políticos del África negra, que hacen ostentación del número de parejas y de hijos. Uno de los últimos ejemplos destacados es Jacob Zuma, presidente de Sudáfrica desde mayo de 2009.
En agosto de 2021, la Unión Africana nombró a Olusegun Obasanjo Alto Representante para la Paz en el Cuerno de África.